# Федерализация Европейского союза
Федерализация Европейского союза ― совокупность текущих[прояснить] политических, экономических и культурных процессов, которые потенциально могут преобразовать Европейский союз (ЕС) из неформальной конфедерации (союза суверенных государств) в федерацию (единое федеративное государство с центральным правительством, состоящим из ряда частично самоуправляющихся федеративных государств). В научной и публицистической среде имеет место дискуссия о том, в какой степени ЕС уже стал федерацией в течение минувших десятилетий и, что более важно[кому?], в какой степени он должен[кому?] продолжать развиваться в направлении федерализации. Сам ЕС, по крайней мере формально[уточнить], не озвучивает планов по собственному преобразованию в полноценную федерацию.
Ещё с 1950-х годов европейская интеграция показала пример[какой?] становления наднациональной системы управления. Институты Евросоюза всё больше отходят от концепции простого межгосударственного управления в сторону федеративной системы. С подписанием Маастрихтского договора 1992 года новые межправительственные элементы были введены наряду с более федеральными системами, что затруднило определение ЕС. Европейский союз, который действует через гибридную систему межгосударственного и надгосударственного управления, официально не является федерацией или даже конфедерацией, хотя различные академические исследования считают, что  объединение обладает характеристиками федеративной системы.

## История

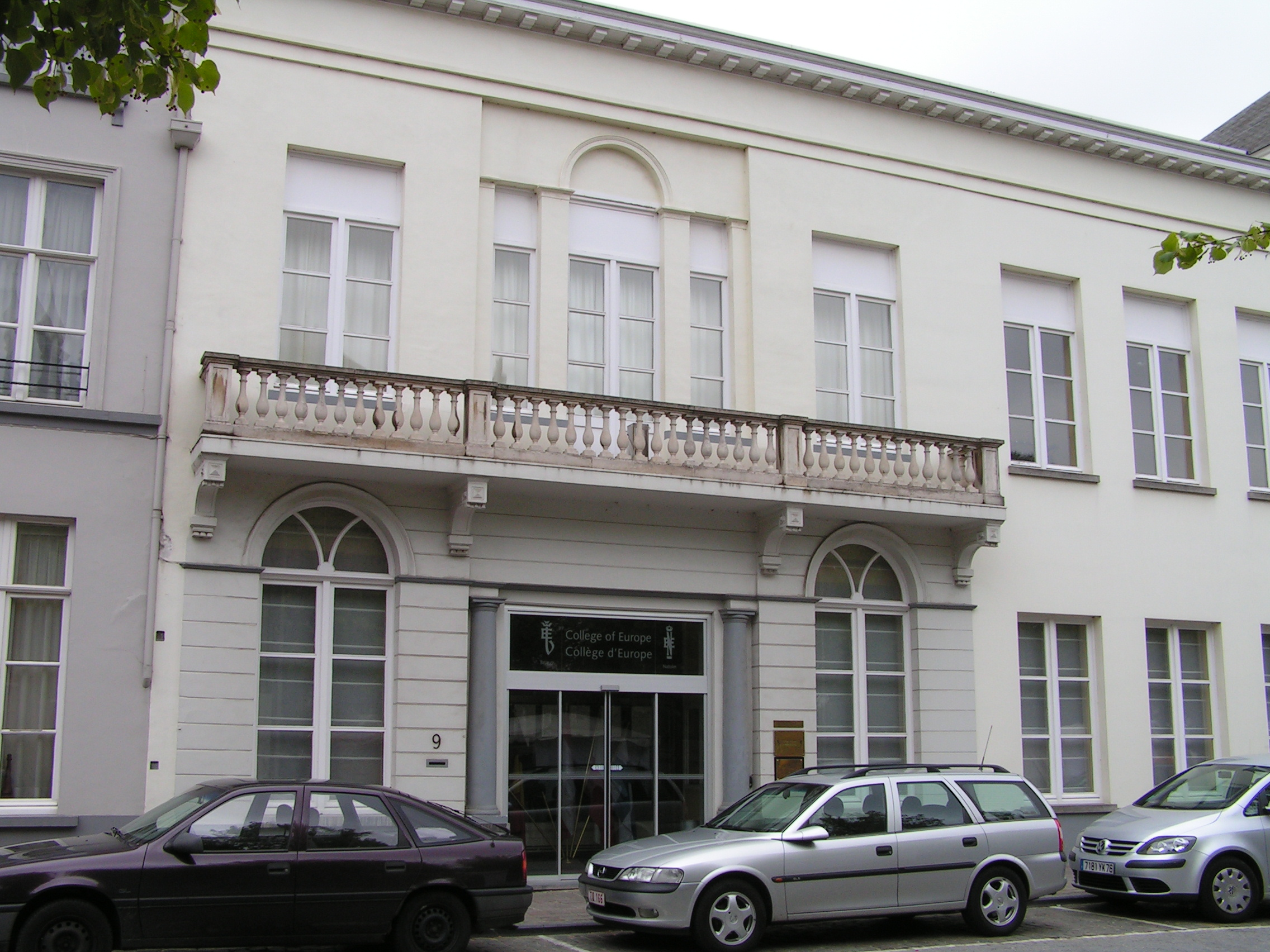
Колледж Европы в Бельгии был основан после Гаагского конгресса 1948 года ― ключевого события в истории европейского федерализма

Панъевропейское движение получило распространение в 1920-х годах с учреждением Панъевропейского союза на основе манифеста Рихарда фон Куденхове-Калерги 1923 года «Панъевропа», в котором была представлена идея единого европейского государства. Это движение, возглавляемое Куденхове-Калерги, а затем и Отто фон Габсбургом, является старейшим европейским движением за объединение континента. Идеи, выдвигаемые движением, повлияли на Аристида Бриана, который 8 сентября 1929 года выступил с речью о необходимости учреждения европейского союза в Лиге Наций, а в 1930 г. написал свой «Меморандум об организации режима Европейского федеративного союза» для правительства Франции.
В конце Второй мировой войны в Западной Европе сложился благоприятный политический климат для европейской интеграции. Многие рассматривали данный процесс в качестве меры против национального шовинизма, только что опустошившего континент.
Одним из первых практических и успешных предложений о европейском сотрудничестве стало учреждение в 1951 году Европейского объединения угля и стали. Из данного объединения, в котором целый ряд направлений политики определялся совместно егогосударствами — членами с целью извлечения выгоды от кооперации, постепенно вырос Евросоюз в его современном виде.
Процесс межправительственного объединения полномочий, гармонизации национальной политики, создания и укрепления наднациональных институтов называется европейской интеграцией . Помимо расплывчатой цели «ещё более тесного союза» в Торжественной декларации о Европейском союзе 1983 года, у ЕС (то есть у правительств стран ― членов) нет явных намерений по созданию федеративного государства.
Дебаты о европейском единстве часто наталкиваются на камень преткновения, когда речь заходит о границах «Европы». Слово «Европа» часто используется как синоним Европейского союза, хотя большая часть географического пространства европейского континента не входит в ЕС, а часть ЕС находится за пределами Европы (например, Французская Гвиана). Однако большая часть населения континента живёт в ЕС.

### Многоскоростная интеграция
Тезис о многоскоростной Европе предполагает альтернативный тип европейской интеграции, при котором страны ЕС, которые желающие углубления его интеграции, могут ускорить процесс своей собственной интеграции, в то время как другие государства могут двигаться вперёд более медленными темпами или вообще прекратить дальнейшую интеграцию. В качестве конкретных примеров можно привести соглашения о Еврозоне и о Шенгенской зоне, к которым присоединились не все члены.

## Текущая ситуация
Европейский союз де-юре не является федерацией, хотя различные учёные утверждают, что он имеет некоторые её характеристики. О том, как различные учёные подходят к этому вопросу, Р. Даниэль Келемен из Ратгерского университета сказал: «Не обременённые предубеждением о том, что ЕС является явлением sui generis и ни с чем не сравним, исследователи федерализма теперь регулярно рассматривают ЕС как случай в своих сравнительных исследованиях... ЕС имеет необходимые минимальные атрибуты федеративной системы, и, что особенно важно, ЕС раздирают многие из тех же противоречий, которые свойственны федеральным системам» .
По словам Джозефа Х. Х. Вейлера, «Европа наметила свой собственный бренд конституционного федерализма». Жан-Мишель Жослен и Ален Марчиано рассматривают Европейский суд как основную силу, стоящую за построением федерального правопорядка в Союзе, при этом Жослен заявляет, что «полный переход от конфедерации к федерации потребовал бы прямой замены превосходства государств-членов по отношению к Союзу превосходством европейских граждан... Как следствие, в судебном ландшафте сосуществуют как конфедеративные, так и федеративные черты».
Томас Риссе и Таня А. Бёрцель писали: «ЕС не хватает только двух существенных черт федерации. Во-первых, государства-члены остаются «хозяевами» договоров, т. е. они обладают исключительной властью вносить поправки или изменять учредительные договоры ЕС. Во-вторых, у ЕС отсутствует реальная способность вводить налоги и сборы, другими словами, в нём нет фискального федерализма».
Другие исследователи утверждают, что ЕС вряд ли когда-либо превратится в единое федеративное государство. Так, Келемен сам придерживался этой точки зрения в статье, написанной в соавторстве с Энди Таррантом, утверждая, что ограничения, накладываемые на бюрократические возможности европейских институтов, такие как относительно небольшой размер Европейской комиссии, создают барьер для создания федерального европейского государства. «Широко распространенная политическая оппозиция созданию чего-либо, напоминающего крупную объединённую бюрократию в исполнительных органах власти в Брюсселе, давно положила конец надеждам тех немногих, кто чаял создание европейского сверхгосударства». В этом смысле многие учёные обращают внимание на то, что европейский бюджет очень мал и не финансирует большую часть экономической деятельности ЕС; что у каждого государства-члена НС есть свои внешние связи и свои вооруженные силы; что государства-члены ЕС часто решают отказаться от подписания соглашений, против которых они возражают; и что государства-члены по-прежнему сохраняют суверенитет над большим количеством территорий, которые, как можно ожидать, будут переданы федеральной власти в рамках федеральной системы. Одним из важных фактов является то, что договоры должны быть согласованы всеми государствами-членами, в том числе даже тогда, когда тот или иной договор пользуется поддержкой подавляющего большинства населения Европейского союза. Государствам-членам также могут потребоваться юридически обязывающие гарантии того, что конкретный договор не повлияет на позицию страны по определенным вопросам.
Использование слова «федеральный» само по себе вызывает некоторые разногласия. Валери Жискар д'Эстен однажды встретил противодействие Соединённого Королевства включению слова «федеральный» в предлагаемую Европейскую конституцию и поэтому заменил это слово термином «сообщество».
В ноябре 2021 года новое правительство Германии, кабинет Шольца, призвало к построению европейской федерации и заявило о готовности оказывать содействие в достижении этой цели.